# كارل ر. كوليدغ
كارل ر. كوليدغ (بالإنجليزية: Karl R. Coolidge)‏ هو عالم حشرات وكاتب سيناريو وعالم بقشريات الأجنحة أمريكي، ولد في 29 مارس 1890 في سكرانتون في الولايات المتحدة، وتوفي في 2 مارس 1964 في لوس أنجلوس في الولايات المتحدة.

## وصلات خارجية
- كارل ر. كوليدغ على موقع IMDb (الإنجليزية)
- كارل ر. كوليدغ على موقع قاعدة بيانات الفيلم (الإنجليزية)
- كارل ر. كوليدغ على موقع كينوبويسك (الروسية)